# Stactobia thacla
Stactobia thacla is een schietmot uit de familie Hydroptilidae. De soort komt voor in het Oriëntaals gebied.